# 殭屍先生
《殭屍先生》，台灣片名：《暫時停止呼吸》，是1985年上映的一部香港殭屍電影，由劉觀偉執導，林正英和元華任動作設計，許冠英、林正英、錢小豪主演。香港總票房高達2千萬港元，入圍第5屆香港電影金像獎共十二項提名，最終榮獲最佳音樂大獎。
本作開創了「殭屍電影」的先河，直到1990年代初期為止，香港和台灣有多家電影公司仿效，拍攝了百餘部殭屍電影，也有日本電子遊戲公司波丽佳音製作以殭屍為題材的電視遊戲。

## 劇情
任老爺之父任老太爺下葬二十年後，任老爺依照當時下葬時的風水師建議起棺遷葬，茅山師父九叔受任老爺所託處理事宜，惟起棺後，大家發現任老太爺下葬二十年後，毫無腐化跡象，九叔建議火化不果，於是把棺木寄放在義莊。
棺木遷到義莊後，因任老太爺死時仍有一道氣積在喉嚨，於是屍變變成殭屍，殺害了任老爺。命案發生不久，九叔曾一度被大隊長阿威懷疑是兇手，後因任老爺亦尸變變作殭屍，差點送命的阿威也被九叔及徒弟秋生救回後及將任老爺消滅，阿威便相信九叔所言，並合作消除另一隻殭屍。
與此同時，九叔的另一名徒弟文才因保護受到殭屍襲擊的任婷婷而受傷中了尸毒，九叔便派秋生到另一條村買用來治屍毒的糯米，誰知女鬼小玉因在起棺儀式中看中秋生，於是略施小計將秋生迷惑。
最後九叔趕跑了迷惑秋生的女鬼，解決文才的屍毒，一起消滅任老太爺。

## 人物角色
| 角色名稱           | 演員   | 備註                                                             |
| ------------------ | ------ | ---------------------------------------------------------------- |
| 文才               | 許冠英 | 九叔的徒弟，生性膽小怕事，非常尊重九叔，喜歡任婷婷。             |
| 林九 (九叔)        | 林正英 | 茅山道士，秋生與文才的師傅，法力與武功都非常高強。               |
| 秋生（生哥）       | 錢小豪 | 九叔的徒弟，身手絕佳但是貪玩，被女鬼小玉迷惑，最後放走小玉。     |
| 任婷婷             | 李賽鳳 | 任老爺的女兒，知書達禮的大家閨秀。                               |
| 董小玉             | 王小鳳 | 女鬼，愛上秋生並迷惑他，最後被九叔趕跑。                         |
| 阿威               | 樓南光 | 保安隊長，任婷婷的表哥，能力平庸，頭腦簡單，喜歡任婷婷。         |
| 任發（任老爺）     | 黃蝦   | 頗有名望的巨賈，被變成殭屍的父親殺害也成為殭屍，被九叔消滅。     |
| 四目道長           | 陳友   | 茅山道士，九叔的師弟、秋生與文才的師叔，以趕屍為業。             |
| 老馬               | 午馬   | 米店老闆，愛偷工減料的黑心商人。                                 |
| 馬夫人             | 梁潔芳 | 米店老闆的妻子，跟老闆一樣黑心。                                 |
| 阿壽               | 田啟文 | 米店老闆的兒子，似乎有智力障礙，以至多秤很多米給秋生。           |
| 任威勇（任老太爺） | 元華   | 任老爺之父，下葬二十年未腐化而成為殭屍，最後被九叔等人放火消滅。 |
| 更夫               | 劉秋生 | 拒絕小玉非禮自己的要求，但被小玉陷害而遭到秋生毆打               |

## 製作
據《殭屍先生》導演劉觀偉指該片屬中等製作，斷斷續續拍了120天。成本由450萬追加到850萬。老闆何冠昌和洪金寶預測影片票房最多600萬，即需要虧蝕200萬，劉觀偉亦認為個人導演生涯將終結。但出乎意料，先在台灣公映的《暫時停止呼吸》意外獲得成功，不久後在香港上映，票房超過兩千萬。電影中鎮內場景在台灣湖口老街拍攝。

## 配樂
本片配樂風格融合中式民謠、管弦樂及迷幻音樂。

### 電影歌曲
| 類別   | 歌名         | 演唱者     | 作曲   | 填詞   |
| 主題曲 | 〈天界地界〉 | 許冠英     | 聶安達 | 鄭國江 |
| 插曲   | 〈鬼新娘〉   | 傑兒合唱团 | 聶安達 | 鄭國江 |

## 獎項
| 年份 | 頒獎典禮            | 獎項         | 獲提名                                                | 結果 |
| ---- | ------------------- | ------------ | ----------------------------------------------------- | ---- |
| 1986 | 第5屆香港電影金像獎 | 最佳電影     |                                                       | 提名 |
| 1986 | 第5屆香港電影金像獎 | 最佳導演     | 劉觀偉                                                | 提名 |
| 1986 | 第5屆香港電影金像獎 | 最佳編劇     | 黃鷹、黃炳耀、司徒卓漢                                | 提名 |
| 1986 | 第5屆香港電影金像獎 | 最佳男配角   | 林正英                                                | 提名 |
| 1986 | 第5屆香港電影金像獎 | 最佳男配角   | 樓南光                                                | 提名 |
| 1986 | 第5屆香港電影金像獎 | 最佳新人     | 樓南光                                                | 提名 |
| 1986 | 第5屆香港電影金像獎 | 最佳攝影     | 敖志君                                                | 提名 |
| 1986 | 第5屆香港電影金像獎 | 最佳剪接     | 張耀宗                                                | 提名 |
| 1986 | 第5屆香港電影金像獎 | 最佳美術指導 | 林世樂                                                | 提名 |
| 1986 | 第5屆香港電影金像獎 | 最佳動作指導 | 洪家班                                                | 提名 |
| 1986 | 第5屆香港電影金像獎 | 最佳音樂     | Melody Bank                                           | 獲獎 |
| 1986 | 第5屆香港電影金像獎 | 最佳電影歌曲 | 〈鬼新娘〉 主唱：傑兒合唱團 作曲：聶安達 填詞：鄭國江 | 提名 |
| 1986 | 第5屆香港電影金像獎 | 十大華語片   |                                                       | 獲獎 |

## 轶事
許冠英曾在《殭屍先生》中飾演文才一而獲得香港電影金像獎最佳男配角的提名。但他堅持原則，因其於《殭屍先生》中為男主角，遂以此為由拒絕，成為香港電影金像獎史上第一個拒絕提名的演員。另外，許冠英與同樣戲份份屬主角的林正英兩人離世日期同為11月8日（但兩人離世年份不同，林正英為1997年，而許冠英為2011年，剛好相隔14年）。

## 与原著小说的不同
相比电影，原著显得非常黑暗。

僵尸先生原著小说封面

1. 原著中，女鬼小凤被九叔的八卦镜照的飞回湮灭。
2. 任老太爷僵尸是被用米袋砸出气而死。
3. 原著中，九叔根本没接触过僵尸，与僵尸打斗还被抓伤，深中尸毒。

## 外部連結
- 香港影庫上《殭屍先生》的資料（繁體中文）
- 開眼電影網上《殭屍先生》的資料（繁體中文）
- 豆瓣电影上《殭屍先生》的資料 （简体中文）
- 时光网上《殭屍先生》的資料（简体中文）
- AllMovie上《殭屍先生》的资料（英文）
- 爛番茄上《殭屍先生》的資料（英文）
- 互联网电影数据库（IMDb）上《殭屍先生》的资料（英文）